# 八柏道為
八柏 道為（やがしわ みちため）は、戦国時代から安土桃山時代にかけての武将。小野寺氏の家臣。出羽国八柏館主。

## 出自
八柏氏の祖は鎌倉時代、小野寺氏が下野国から出羽雄勝郡地頭職に任命され下向した際に追従した家臣の一人・落合十郎であり、その末裔が、寛正元年（1460年）に八柏に入館し、八柏大和守道友を名乗ったため、当主は代々「大和守」を名乗るという伝承をもつ。
しかし、歴史学の立場からは八柏氏は鎌倉時代に平鹿郡の地頭であった平賀氏（松葉姓）の子孫と考えられている。

## 略歴
小野寺輝道・小野寺義道に仕えた。輝道の父・小野寺稙道が家臣である横手光盛や金沢八幡別当・金乗坊に殺害されると輝道を助け、後年、光盛・金乗坊を滅ぼすのに尽力した。また、天文21年（1552年）には攻め寄せる敵から横手城を輝道と共に守り抜いている。
最上義光の圧迫などにより没落の翳りが見え始めた小野寺氏の中でも、道為は家中随一の知謀の将として近隣から恐れられていた。輝道は八柏道為を深く信頼し、小野寺一門扱いとし、重要拠点である湯沢城を任せている。
天正14年（1586年）、義道が最上領となった旧領の回復を図って挙兵した有屋峠の戦いでは、緒戦は道為の巧みな用兵で最上勢の多数を討ち取り最上勢は退いた。しかし、戦い自体は、その後に最上勢が反撃に転じ小野寺軍は五百余人が討死し総退却となり敗北する。
道為が生きている間は仙北地方制圧は困難と考えた最上義光は、楯岡満茂に道為が最上家に内通しているという偽の書状を義道の目に触れるよう謀略をめぐらせる。文禄元年（1595年）、義光の謀略にはまり疑心暗鬼となった義道は道為を横手城に呼び出し、大手門前の中の橋で殺害した。これ以降、小野寺氏の衰勢はしだいに明瞭なものになっていった。
『奥羽永慶軍記』によると道為は三十一ヵ条から成る「八柏大和守掟条々」を残した。